# ГЕС Бетанія
ГЕС Бетанія — гідроелектростанція у південній частині Колумбії. Знаходячись після ГЕС El Quimbo, становить нижній ступінь каскаду у верхній течії річки Магдалена, яка після того довго тече у північному напрямку та впадає до Карибського моря в місті Барранкілья. 
В межах проекту річку перекрили земляною греблею висотою 95 метрів, довжиною 670 метрів та шириною по гребеню 10 метрів, котра потребувала 6,2 млн м3 матеріалу. На час будівництва воду відвели за допомогою двох тунелів довжиною 0,62 км з діаметром 10 метрів. Разом з п’ятьма допоміжними земляними дамбами, на спорудження яких пішло 2,4 млн м3 ґрунту, гребля утримує резервуар з площею поверхні 74 км2 та об’ємом 1971 млн м3, в якому припустиме коливання рівня поверхні у операційному режимі між позначками 544 та 561 метр НРМ. 
Через три тунелі довжиною по 0,57 км зі спадаючим діаметром від 8,5 до 6 метрів ресурс подається у пригреблевий машинний зал. Останній обладнали трьома турбінами типу Френсіс потужністю по 170 МВт (в подальшому цей показник збільшили до 180 МВт), які при напорі у 72 метри забезпечують виробництво 2,3 млрд кВт-год електроенергії на рік.
Видача продукції відбувається по ЛЕП, розрахованій на роботу під напругою 115 кВ.